# ASALA

Logo Tajnej Armii

Armeńska Tajna Armia Wyzwolenia Armenii (fr. AL'Armée secrète arménienne de libération de l'Arménie, ASALA; Hayastani azatagrut'yan hay gaghtni banak) – ormiańska organizacja terrorystyczna.

## Historia
Została założona w 1975 roku w Bejrucie przez Ara Yenikomoushiana, Monte Melkoniana i Hagopa Hagopiana.
Bojówkami ASALA były Grupa z Orly pod wodzą Ara Toraniana, Organizacja 9 Czerwca i Organizacja 3 Października. Terroryści atakowali głównie tureckich dyplomatów i instytucje związane z tym krajem. Stopniowo ataki rozszerzono na „cele imperialistyczne“. Grupa przeprowadzała też akcje odwetowe przeciwko państwom, na których terenie zostali zatrzymani jej członkowie. W 1982 roku dochodzi do rozłamu na odcinający się od terroryzmu Ruch Rewolucyjny (Melkonian) i skrzydło militarne (Hagopian) kontynuujące walkę zbrojną. Działalność ASALA osłabła po zabójstwie Hagopiana w Atenach 28 kwietnia 1988 roku. Organizacja całkowicie zanikła na początku XXI wieku.

## Najważniejsze ataki przeprowadzone przez grupę
- Pierwszym zamachem Tajnej Armii był atak bombowy na biuro Światowej Rady Kościołów w Bejrucie w styczniu 1975 roku[4].

- 22 października 1975 roku doszło do zabójstwa ambasadora tureckiego w Austrii D. Tunagila[7].

- W 1976 roku terroryści zabili pierwszego sekretarza ambasady tureckiej w Bejrucie[4]. Do 1982 roku z rąk terrorystów zginęło ponad 30 dyplomatów tureckich i członków ich rodzin[4].
- W listopadzie 1979 roku przeprowadziła zamachy bombowe na biura Lufthansy i KLM w Paryżu oraz Trans World Airlines w Madrycie[1].

- 24 września 1981 roku ASALA usiłowała przeprowadzić akcję okupacji konsulatu tureckiego w Paryżu[7].

- W listopadzie 1981 roku we Francji miejsce miała seria zamachów bombowych, co było zemstą za aresztowanie w tym kraju Dimitriu Giorgiu, bojownika ASALA[7].

- 20 i 24 lipca 1982 roku przeprowadzono dwa zamachy bombowe w Paryżu, co miało być karą za aresztowanie terrorysty Wikena Czakutiana[7].

- 7 sierpnia 1982 roku Tajna Armia zaatakowała port lotniczy Ankara, a 15 lipca 1983 roku samolot linii Turkish Airlines na lotnisku Paryż-Orly. W obu atakach zginęło osiemnaście osób, a ponad 120 zostało rannych[4].

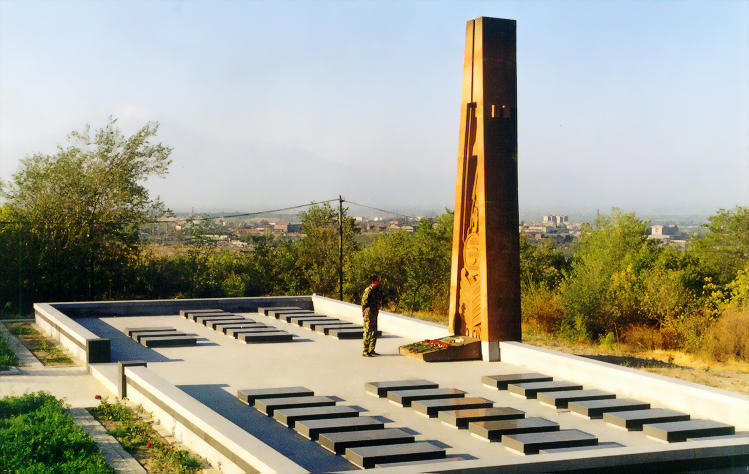
Pomnik ku pamięci Tajnej Armii na cmentarzu w Erywaniu

- 14 lipca 1983 roku w Brukseli zamordowanego tureckiego dyplomatę[7].

- 15 lipca 1983 roku organizacja przeprowadziła zamach bombowy na biuro tureckich linii lotniczych w Paryżu. 6 osób zginęło, 48 zostało rannych[7].

- 20 czerwca 1984 roku zabity został E. Özen, attaché tureckiej ambasady w Wiedniu[7].

- W listopadzie 1984 roku w Wiedniu zamordowano dyplomatę tureckiego E. Erguna[7].

- W 1987 roku terroryści zaatakowali ambasadę Francji w Bejrucie. W zamachu zginęło dwóch żołnierzy[1].

- W 1989 roku bojownicy zaatakowali biuro Turkish Airlines we Frankfurcie nad Menem[1].

- W 1991 roku ASALA dokonała dwóch nieudanych zamachów na dyplomatów tureckich: 16 lipca na konsula Turcji w Atenach D. Bolukbasi, a 19 grudnia na ambasadora Turcji w Budapeszcie B. Tunebasa[7].

- W 1995 roku terroryści napadli na dwa tureckie banki w Holandii[1].

- W 1997 roku komando Tajnej Armii zaatakowało ambasadę Turcji w Brukseli[1].

## Wsparcie zagraniczne
O wsparcie dla Tajnej Armii podejrzewane były Irak, Iran, Libia, Syria, Związek Socjalistycznych Republik Radzieckich, Ludowy Front Wyzwolenia Palestyny, Organizacja Abu Nidala i Partia Pracujących Kurdystanu.

## Liczebność
Prawdopodobnie nie liczyła więcej niż 300 członków.

## Ideologia
Określała się jako marksistowsko-leninowska. Celem Tajnej Armii była budowa państwa ormiańskiego w historycznych granicach. W programie grupy żywe były również odwołania do ogólnoświatowej rewolucji socjalistycznej.
Szczególnie wrogo nastawiona była do Turcji. Tajna Armia twierdziła, że jej antyturecka kampania stanowi zemstę za ludobójstwo Ormian. Terroryści domagali się od tureckiego rządu uznania rzezi Ormian za ludobójstwo i wypłacenia zadośćuczynienia rodzinom jej ofiar.

## Inne ormiańskie organizacje terrorystyczne
Prawicową przeciwwagę dla ASALA stanowił Oddział Sprawiedliwości Ludobójstwa Ormian. Powstał on w 1975 roku w Bejrucie – przy poparciu Falangi Libańskiej – z inicjatywy prawicowej partii ormiańskiej Tasznak (Dashnak). Dziełem tego ugrupowania był m.in. zamach na ambasadora tureckiego w Szwajcarii D. Turkmena. Działały też m.in. Ormiańska Armia Rewolucyjna ARA (według jednych źródeł odłam ASALA, zdaniem innych odprysk OSLO z 1983 roku), Front Wyzwolenia Armenii, Armia Wyzwolenia Narodowego Armenii, Nowa Grupa Oporu Ormian, Armeńska Armia Czerwona, Ormiańska Organizacja 28 Maja.